# Eugène Atget

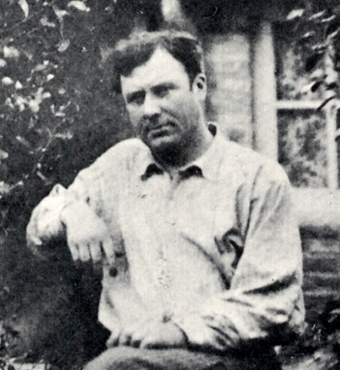
Eugène Atget

Jean Eugène Auguste Atget (* 12. Februar 1857 in Libourne; † 4. August 1927 in Paris) war ein französischer Fotograf.

## Leben

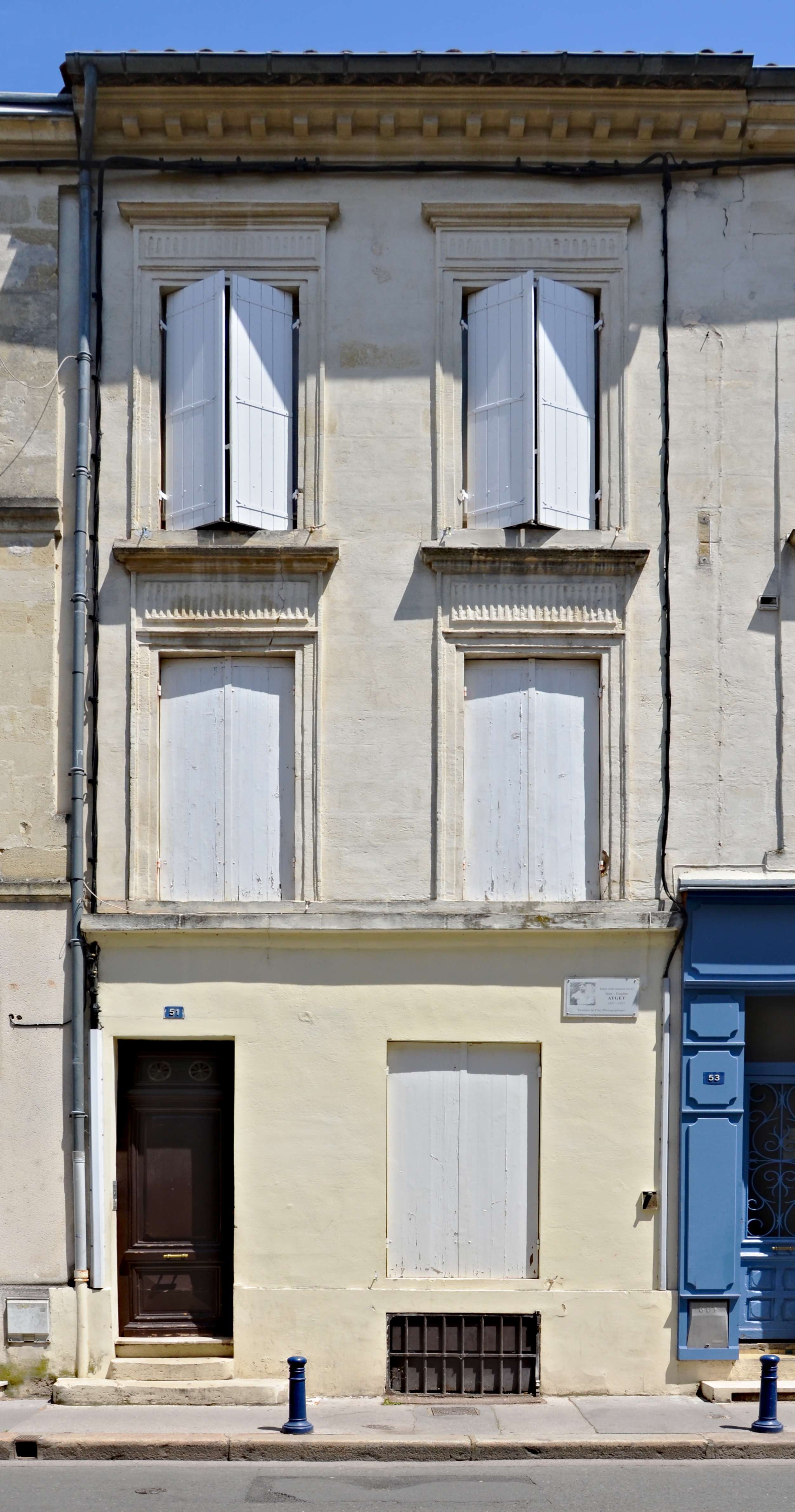
Geburtsort von Atget in Libourne (Frankreich)

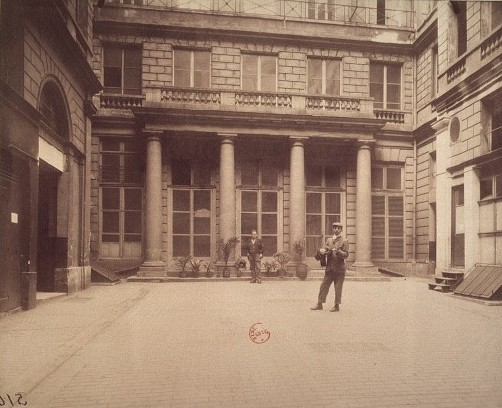
Chancellerie d’Orléans in Paris

Atget begann seine Karriere zunächst mit mäßigem Erfolg als Schauspieler. Nachdem er einige Zeit aus Liebhaberei fotografiert hatte, machte er die Fotografie zu seinem Beruf. Sein Thema war Paris, die Stadt, in der er in der Rue Campagne-Première 17 wohnte und die er liebte. Bemerkenswert sind seine Serien Paris pittoresques und Le vieux Paris. Er dokumentierte um die Jahrhundertwende mit seiner sperrigen Großformatkamera das alte Paris, um systematisch die kleinsten Details der Stadt zu katalogisieren. Seine Fotos zeigen die Parks, Gebäude, Straßen, Schaufenster, Prostituierten, Arbeiter und sogar Türklinken von Paris. Bedarf für diese Aufnahmen gab es nicht nur bei Touristen und Sammlern, sondern auch bei Malern und Bühnenbildnern, die seine Fotos als Vorlagen für ihre eigene Arbeit nutzten. Später verkaufte er auch Serien an Museen und Bibliotheken. Obwohl er sich auf diese Weise seinen Lebensunterhalt verdienen konnte, gelang ihm weder künstlerisch noch finanziell der Durchbruch zu anhaltendem Erfolg.
Atget arbeitete mit einer Kamera für das Negativformat von 18 × 24 cm, was zu seiner Zeit bereits als veraltete Ausstattung galt. Häufig kolportiert wird die historisch falsche Anekdote, der zufolge Atget sich beharrlich weigerte, auf eine ihm von seinem Freund Man Ray angebotene Rolleiflex umzusteigen, da ihm diese „zu schnell“ sei. Rolleiflex-Prototypen gab es erst ab 1928, die Produktion dieser Kamera begann 1929, Atget starb jedoch bereits 1927.
1920 verkaufte Atget einen großen Teil seiner Sammlung an die École nationale supérieure des beaux-arts de Paris. Dieser Verkauf war zwar kein geschäftlicher Erfolg, rettete aber seine Sammlung, die bereits deutliche Lagerschäden aufwies. Durch Man Ray hatte Atget die junge Fotografin Berenice Abbott kennengelernt, die nach seinem Tod die verbliebene Sammlung aus dem Nachlass erwarb, in Büchern publizierte und schließlich an das Museum of Modern Art in New York verkaufte. Ihrer Arbeit ist es zu verdanken, dass Atget nicht in Vergessenheit geriet.
Im Alter von 70 Jahren starb Eugène Atget am 4. August 1927 in Paris.
Nach ihm ist der Krater Atget auf dem Merkur benannt.

## Werke
- John Szarkowski und Maria Morris Hambourg (Herausgeber): The Work of Atget (4 vols.). The Museum of Modern Art, New York 1981–1985.

I – Old France, ISBN 0-87070-204-1,
II – The Art of Old Paris, ISBN 0-87070-205-X,
III – The Ancien Regime, ISBN 0-87070-217-3,
IV – Modern Times, ISBN 0-87070-218-1.
- Atget Paris. Hazan, Paris 1992, ISBN 2-85025-294-8

## Ausstellungen
- 150 Jahre Fotografie documenta 6, Kassel, 1977[1]
- Eugène Atget – Paris um 1900, Fotomuseum Winterthur, März bis 25. Mai 2008, Katalog  Eugène Atget – Retrospektive, s. Literatur
- Eugène Atget – Paris, Musée Carnavalet in Paris, vom 25. April bis 29. Juli 2012
- Eugène Atget – Voir Paris, Fondation Henri Cartier-Bresson in Paris, vom 3. Juni bis 19. September 2021[2]